# Верхній Оратаг
Верхній Оратаг (азерб. Yuxarı Oratağ) — село у Кельбаджарському районі Азербайджану. Село розташоване за 33 км на захід від міста Мартакерта, за 2 км на південь від траси Мартакерт — Дрмбон — Карвачар — Варденіс — Єреван. Поруч розташовані села Арутюнаґомер, Кочохот, на півночі, за трасою тече річка Трту.

## Пам'ятки
В селі розташований хачкар 12-13 ст., гробниці 2-1 тисячоліття до н. е.